# ليديو (إزار)
ليديو هي بلدية في إزار في جنوب شرق فرنسا.